# Oria di San Millán
Santa Oria di San Millán (o Aurea) (Villavelayo, 1042 – San Millán de la Cogolla, 1069) è stata una religiosa spagnola, venerata come santa dalla Chiesa cattolica.

## Biografia
Nacque nel 1042 nel villaggio di Villavelayo, allora parte del Taifa di Saragozza, una regione controllata dal Mori. Secondo la tradizione, la madre era santa Amunia.
Da bambina studiò le Scritture e la vita dei primi martiri della Chiesa sotto la guida di un monaco di nome Munio, che scriverà più tardi la sua agiografia. I suoi santi preferiti per meditare e da cercare di imitare erano sant'Agata, sant'Eulalia e santa Cecilia.
All'età di nove anni Aurea e Amunia decisero di abbracciare una vita ascetica. Andarono al monastero di San Millán de la Cogolla, dove fecero appello all'abate, Domenico di Silos. 
Oria all'età di 20 anni, mentre viveva in una grotta, ricevette una visione delle sue tre sante preferite che la incoraggiavano a seguire il suo stile di vita con più zelo. Santa Eulalia le diede un piccione, che divenne il suo simbolo, che le chiedeva di seguirlo come un esempio di come lei era alla ricerca di Dio. Secondo la tradizione, fece molti miracoli e molte persone andavano in pellegrinaggio da lei per cercare il suo consiglio.
Durante l'inverno del 1069 contrasse una malattia e morì.

## Culto
Il suo corpo fu sepolto nella sua caverna che inizialmente funse da suo Santuario fino al 1609, quando la maggior parte dei suoi resti furono traslati nei Monasteri di Yuso e Suso; alcune reliquie sono custodite nella chiesa parrocchiale della sua città natale di Villavelayo.
Gonzalo de Berceo, considerato il primo poeta della lingua spagnola, ha scritto un resoconto della sua vita chiamata la Vita di Santa Oria.